# Vasiliadis (Unternehmen)

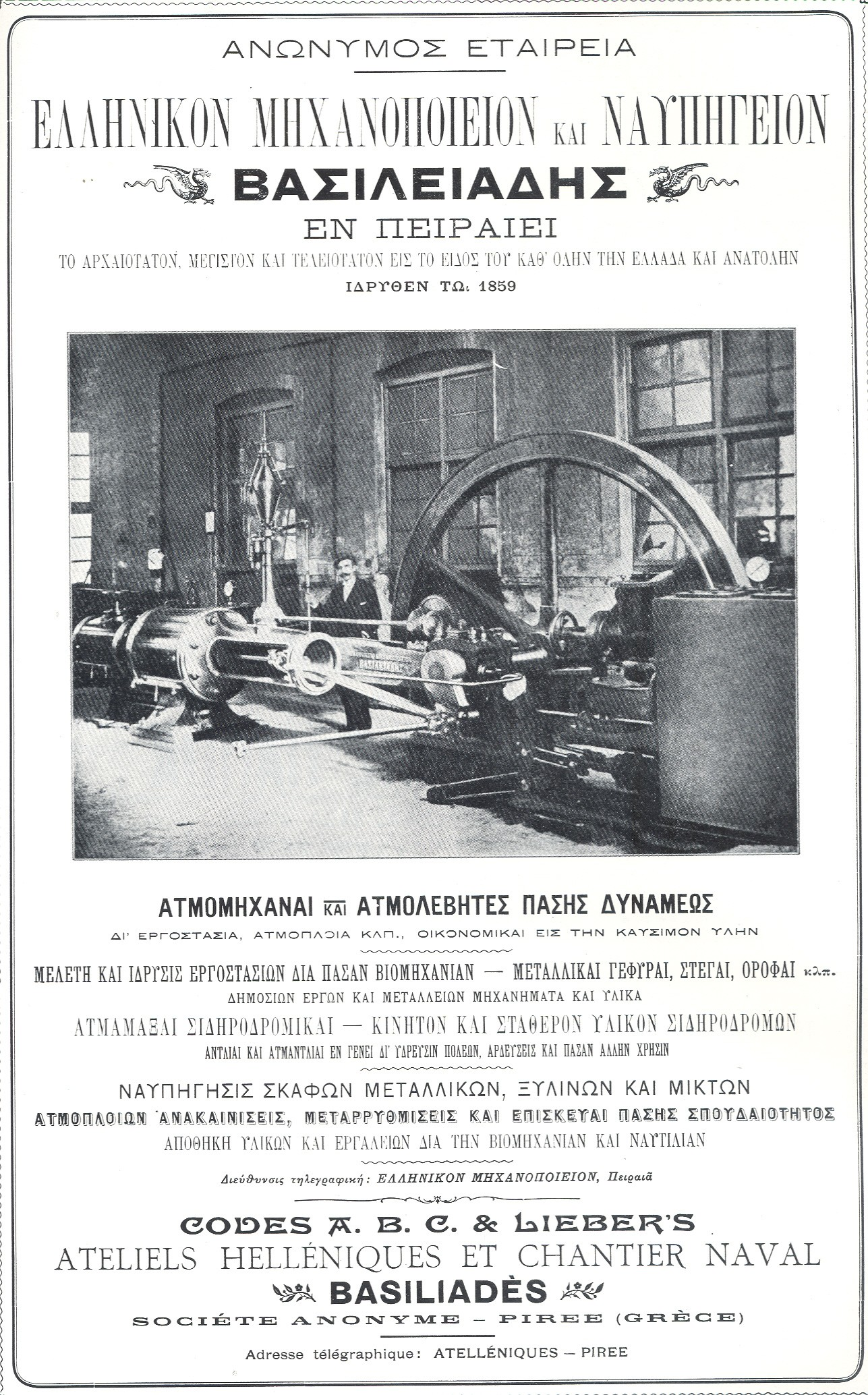
Werbung um 1900

Vasiliadis (griechisch Βασιλειάδης, auch Basiliades transkribiert, franz.: Societé Hellenique des Constructions Basiliades, engl.: Basiliades Engine & Shipbuilding CO. LTD) war eine Maschinenfabrik aus Piräus, die bis in die 1960er Jahre existierte.
Angefangen mit einer Werft, entwickelte sich Vasiliadis Ende des 19. Jahrhunderts zum führenden Industriekonzern Südosteuropas. Das Sortiment umfasste eine breite Palette von Lokomotiven und Dampfmaschinen über Kräne bis zu Brücken. Anfangs hoch profitabel verlor das Unternehmen im 20. Jahrhundert massiv an Marktanteilen. Dem griechischen Staat erschien der Industriebetrieb nicht förderungswürdig, die Produkte mussten sich jedoch gegen hoch subventionierte Produkte aus dem Ausland behaupten, was nie mehr gelang. 
Der Konzern wurde 1963 in Einzelunternehmen zerschlagen, eines davon ging in der Rüstungsfabrik Pyrkal auf. Das Gelände des Hauptsitzes gehört heute zur Hafengesellschaft von Piräus. Ein Straßenname erinnert an den Konzern, ebenso die beiden Trockendocks, die von der Hafengesellschaft unterhalten werden.